# Dammen (Virestads socken, Småland)
Dammen är en sjö i Älmhults kommun i Småland och ingår i Helge ås huvudavrinningsområde. Sjön har en area på 0,288 kvadratkilometer och ligger 151 meter över havet. Sjön avvattnas av vattendraget Grettaån.
Sjön är i själva verket den före detta dammen för sågen och kvarnen vid Fanhults säteri.

## Delavrinningsområde
Dammen ingår i det delavrinningsområde (627230-140807) som SMHI kallar för Mynnar i Södra Virestadsjön. Medelhöjden är 153 meter över havet och ytan är 14,64 kvadratkilometer. Räknas de 5 avrinningsområdena uppströms in blir den ackumulerade arean 145,97 kvadratkilometer. Grettaån som avvattnar avrinningsområdet har biflödesordning 2, vilket innebär att vattnet flödar genom totalt 2 vattendrag innan det når havet efter 175 kilometer. Avrinningsområdet består mestadels av skog (63 procent), jordbruk (10 procent) och sankmarker (10 procent). Avrinningsområdet har 0,95 kvadratkilometer vattenytor vilket ger det en sjöprocent på 6,5 procent.